# 冯小明 (1975年)
冯小明（1975年2月—），女，汉族，中华人民共和国政治人物、全国脱贫攻坚先进个人。

## 生平
冯小明任清水县土门镇梁山村党支部书记。因在脱贫攻坚战中作出突出贡献，2021年2月25日全国脱贫攻坚总结表彰大会上，冯小明被授予“全国脱贫攻坚先进个人”。